# Barmherzige Brüder
Als Barmherzige Brüder werden mehrere Männerorden innerhalb der katholischen Kirche bezeichnet. Es handelt sich bei ihnen um Brüdergemeinschaften, deren Mitglieder vorwiegend in der Kranken- und Altenpflege  tätig sind. Die meisten dieser Gemeinschaften leben nach der Regel des heiligen Augustinus und stammen aus dem 19. Jahrhundert.

## Allgemein
Die Barmherzigen Brüder sind eine kleine Ordensgemeinschaft, hingegen die Zahl der Menschen, die sie beschäftigen weltweit mehr als 50.000 Mitarbeiter beträgt, wovon die meisten in Krankenhäusern arbeiten. Dies liegt daran, dass sie die Kranken- und Altenpflege als ihre wichtigste Aufgabe sehen. Ein Ordensbruder in Bayern war Eustachius Kugler (1867–1946), der 2009 seliggesprochen wurde.

## Brüdergemeinschaften
Die Bezeichnung „Barmherzige Brüder“ allein ist nicht eindeutig einem Orden zuzuordnen. Gleich mehrere Kongregationen haben sich diesen Namen gegeben. In Deutschland sind das vor allem die „Barmherzigen Brüder von Maria-Hilf“ (Trier) und die bayerische Ordensprovinz der „Barmherzigen Brüder vom heiligen Johannes von Gott“ (München).
- Barmherzige Brüder vom hl. Johannes von Gott, Ordo Hospitalarius Sancti Ioannis de Deo, Ordenskürzel OH (mit Bayerischer und Österreichischer Ordensprovinz)
- Barmherzige Brüder von Maria Hilf, Fratres Misericordiae Mariae Auxiliatricis, Ordenskürzel FMMA
- Barmherzige Brüder von Montabaur, Congregatio Fratrum Misericordiae de Montabaur, Ordenskürzel FMM
- Barmherzige Brüder von Mecheln, Fratres de Misericordia (Mecheln), auch „Broeders van Scheppers“, Ordenskürzel FDM

## Kirchen, Krankenhäuser, weitere Einrichtungen
- Krankenhaus Barmherzige Brüder (Liste)
- Kirche der Barmherzigen Brüder (Liste)
- Barmherzige Brüder Saffig
- dazu kommen weitere Einrichtungen, etwa Seniorenheime (z. B. Barmherzige Brüder Rilchingen)

## Weitere Männerorden
- Liste der Männerorden